# Formación Two Medicine
La formación Two Medicine es una formación geológica, que fue depositado hace 83.5 ± 0.7 a 70.6 ± 0.6 millones de años, durante Campaniense en el Cretácico superior, y localizado en el Noroeste de Montana. Ubicada al este de las Montañas Rocosas en el Cinturón Overthrust, y la porción occidental, de cerca de 600 metros de ancho, de esta formación se dobla y se pierde mientras que la zona oriental, que se diluye en arco Sweetgrass, es sobre todo llanos sin formas. Debajo de la Fm. Dos Medicinas están los depósitos de costas (playa y zona de marea) de la piedra arenisca de Virgelle, y sobre ella la pizarra de la marina Formación Bearpaw. Durante el Campaniano, Dos Medicinas fue depositada sobre la línea de la playa occidental el Vía Marítima Interior y borde al este del Cordillera Cinturón Overthrust. La Fm. Dos Medicinas está formada por piedra arenisca, depositado por los ríos y los deltas. Se divide en una parte inferior entre finales del Santoniense y Campaniano temprano y una superior del Campaniano media y tardío. 

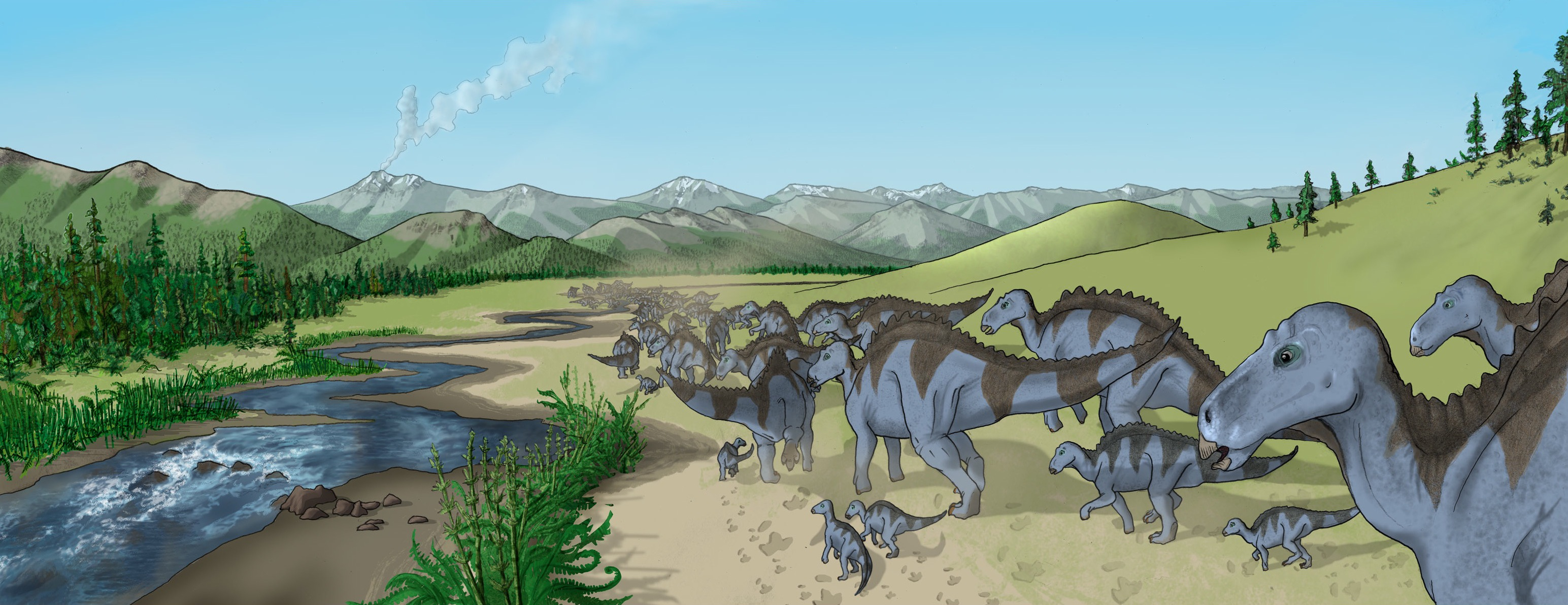
Ilustración representativa del ecosistema de lo que hoy es la Formación Two Medicine, donde se puede apreciar a ejemplares de Maiasaura en manda, coníferas, helechos y equisetos propios de la edad.

## Equivalentes geológicos
Hay varios sitios equivalentes a la Fm. Dos Medicinas, muchas formaciones geológicas, la mayoría nombradas según el lugar de procedencia. El arco de Sweetgrass en Montana divide la Dos Medicinas de la Formación Río de Judith, Pizarra de Bearpaw, Pizarra de Claggett, y Piedra Arenisca del Águila. A través de la frontera canadiense, Fm. Dos Medicinas tiene su con las Formación Belly River y Formación Bearpaw en el sudoeste Alberta, y La Formación Milk River, Formación Pakowki, y la Fm. Río Judith hacia el este.

## Paleoclima
La Fm. Dos Medicina fue depositado en un clima estacional, semiárido con posibles tormentas desde las montañas. Esta región durante el Campaniano experimentó una estación seca larga y temperaturas calientes. La litología, la fauna de invertebrados, y los datos de plantas y polen apoyan la interpretación antedicha.

## Fósiles

### Dinosaurios(incluyendoaves)
La Fm. Dos Medicinas es una de las más importantes minas de dinosaurios en el mundo. 
Fm. Dos Medicinas inferior (Santoniano tardío - Campaniano temprano)

### Dinosaurios
Theropoda (Currie, 2005)
Coelurosauria incerate sedis 
Familiaindet.
- Ricardoestesia

Tyrannosauroidea
Tyrannosauridae
- Gorgosaurus
- Daspletosaurus

Maniraptora
Troodontidae
- Troodon

Dromaeosauridae
- Dromaeosaurus
- Saurornitholestes

Ornithischia (Ryan and Evans, 2005)
Ceratopsia
Leptoceratopsidae
- Cerasinops hodgskissi

Hadrosauridae
- Gryposaurus latidens

Fm. Dos Medicinas superior (Campaniano medio y superior)
Theropoda (Currie, 2005)
Coelurosauria incerate sedis 
Familiaindet.
- Ricardoestesia

Tyrannosauridae
- Daspletosaurus sp.

Caenagnathidae
- Chirostenotes

Troodontidae
- Troodon

Dromaeosauridae
- Bambiraptor feinbergorum
- Dromaeosaurus
- Saurornitholestes

Avisauridae
- Avisaurus gloriae

Aves incertae sedis
- Piksi

Ornithischia (Ryan and Evans, 2005)
Ankylosauria
Ankylosauridae
- Euoplocephalus tutus

Nodosauridae
- Edmontonia rugosidens

Ceratopsia
Leptoceratopsidae
- Prenoceratops pieganensis

Ceratopsidae
Centrosaurinae
- Achelousaurus horneri
- Brachyceratops montanensis
- Einiosaurus procurvicornis
- Styracosaurus ovatus

Ornithopoda
- Orodromeus makelai

Hadrosauridae
Hadrosaurinae
- Brachylophosaurus canadensis
- Gryposaurus sp. indet.
- Maiasaura peeblesorum
- Prosaurolophus blackfeetensis

Lambeosaurinae
- Hypacrosaurus stebingeri